# Nanoscale Research Letters
Nanoscale Research Letters is een internationaal, aan collegiale toetsing onderworpen wetenschappelijk tijdschrift op het gebied van de natuurkunde. De naam wordt in literatuurverwijzingen meestal afgekort tot Nanoscale Res. Lett.
Het wordt uitgegeven door Springer Science+Business Media namens de Nano Research Society en verschijnt maandelijks.
Het eerste nummer verscheen in 2006.